# Salihorsk
Salihorsk (Wit-Russisch: Салігорск, Russisch: Солигорск, Soligorsk, Pools: Soligorsk) is een stad in Wit-Rusland met ongeveer 100.000 inwoners en is gelegen in de oblast Minsk. De stad ligt 130 km ten zuiden van Minsk, tussen de steden Babroejsk en Baranavitsjy. 
De eerste steen van Salihorsk werd op 10 augustus 1958 gelegd. De stad, die aanvankelijk Novostarobinsk heette, werd planmatig aangelegd, nadat bij het nabijgelegen Starobin omvangrijke potasreserves waren gevonden. De plaats kreeg een jaar later zijn huidige naam en kreeg in 1963 de status van stad. Sinds dat jaar is de kalimestfabriek Belaroeskali er actief, tot op heden een van de grootste bedrijven van het land. Daarnaast heeft de stad zuivel- en textielindustrie.
De lokale voetbalclub Sjachtjor Salihorsk werd in 2005 kampioen van de Vysjejsjaja Liga en speelt frequent Europees voetbal.